# Islay Airport

i7
i11
i13
Der Islay Airport (auch Glenegedale Airport, schottisch-gälisch Port-adhair Ile, IATA-Code: ILY, ICAO-Code: EGPI) ist der einzige Flughafen auf der schottischen Hebrideninsel Islay. Er liegt im Süden der Insel nahe der Bucht Laggan Bay westlich der kleinen Streusiedlung Glenegedale. Die nächstgelegenen Ortschaften sind das 6,5 km südlich gelegene Port Ellen und die acht Kilometer nördlich gelegene Inselhauptstadt Bowmore.

## Geschichte
Die erste Landebahn der Insel wurde im Jahre 1928 gebaut und befand sich im Norden der Insel. Zu dieser Zeit bestand eine regelmäßige Flugverbindung nach Campbeltown auf der Halbinsel Kintyre. Der heutige Flughafen wurde 1940 eröffnet. Im Zuge des Zweiten Weltkriegs wurde der Flughafen zur militärischen Nutzung erweitert und mit asphaltierten Landebahnen ausgestattet. Nach Kriegsende wurde er als Passagierflughafen weiterverwendet. Zwischen 2007 und 2017 nutzten jährlich zwischen 21.000 und 32.000 Passagiere den Flughafen. Im selben Zeitraum wurden jährlich rund 3000 Flugbewegungen verzeichnet.

## Einrichtungen
Von den ehemals drei Start- und Landebahnen von Islay Airport sind noch zwei in Verwendung. Beide sind asphaltiert und 1545 beziehungsweise 635 m lang. Es gibt ein Flughafengebäude mit Tower.

## Zwischenfälle
- Am 12. Juni 1986 wurde eine de Havilland Canada DHC-6-300 Twin Otter der britischen Loganair (Luftfahrzeugkennzeichen G-BGPC) im Anflug auf den Flughafen Islay 6,8 Kilometer südöstlich vom Ziel ins Gelände geflogen. Trotz einer angewiesenen Höhe von 1100 Metern (3600 Fuß) flogen die Piloten in Nebel und Nieselregen nach Sicht weiter, bis sie in einer Höhe von 109 Metern in einen kleinen Hügel krachten. Bei diesem CFIT (Controlled flight into terrain) wurde einer der beiden Piloten getötet; die anderen 15 Insassen, davon 14 Passagiere, überlebten.[9]

- Am 29. Juni 1994 geriet der Flughafen in die Schlagzeilen, als das Flugzeug des britischen Thronfolgers Prinz Charles über die Landebahn hinausschoss. Auf dem Flug von Aberdeen fungierte Prinz Charles selbst bei der Landung als Kopilot der BAe 146. Das Flugzeug setzte jedoch zu spät und mit zu hoher Geschwindigkeit auf der Landebahn auf. Beim Bremsvorgang platzten zwei Reifen, und das Flugzeug kam letztlich jenseits der Landebahn zum Stehen. Bei dem Vorfall gab es keine Verletzten.[10]